# Raisio
Raisio [ˈrɑi̯siɔ] (finnisch), schwedisch Reso, ist eine Stadt in Südwestfinnland. Sie ist ein nordwestlicher Vorort der Großstadt Turku.

## Geschichte
Die ältesten bekannten Aufzeichnungen über die Besiedlung der Region stammen aus dem Jahre 1292, und es gibt Hinweise, dass hier schon in der Eisenzeit Menschen lebten. Die Kirche von Raisio stammt aus dem frühen 16. Jahrhundert. 1974 wurde Raisio zur Stadt erklärt.
Entwicklung der Einwohnerzahl (Stand: jeweils zum 31. Dezember):
| - 1987 – 20.466 - 1990 – 21.120 - 1997 – 22.854 | - 2000 – 23.149 - 2002 – 23.322 - 2004 – 23.594 |

## Wappen
Blasonierung: „In Silber ein goldhaariger und -nimbierter, blau gewandeter, rot bestiefelter hersehender Heiliger in natürlichen Farben auf golden bewehrtem, gezäumten und besatteltem, schreitendem rotem Ross, seinen roten, mit einer Kreuzfibel gehaltenen Reitermantel mit der Linken anhebend, in der Rechten das silberne, goldbeheftete Schwert haltend.“

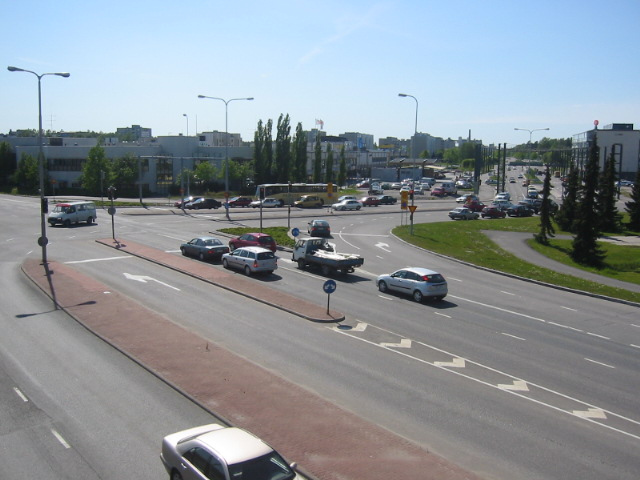
Stadtzentrum von Raisio
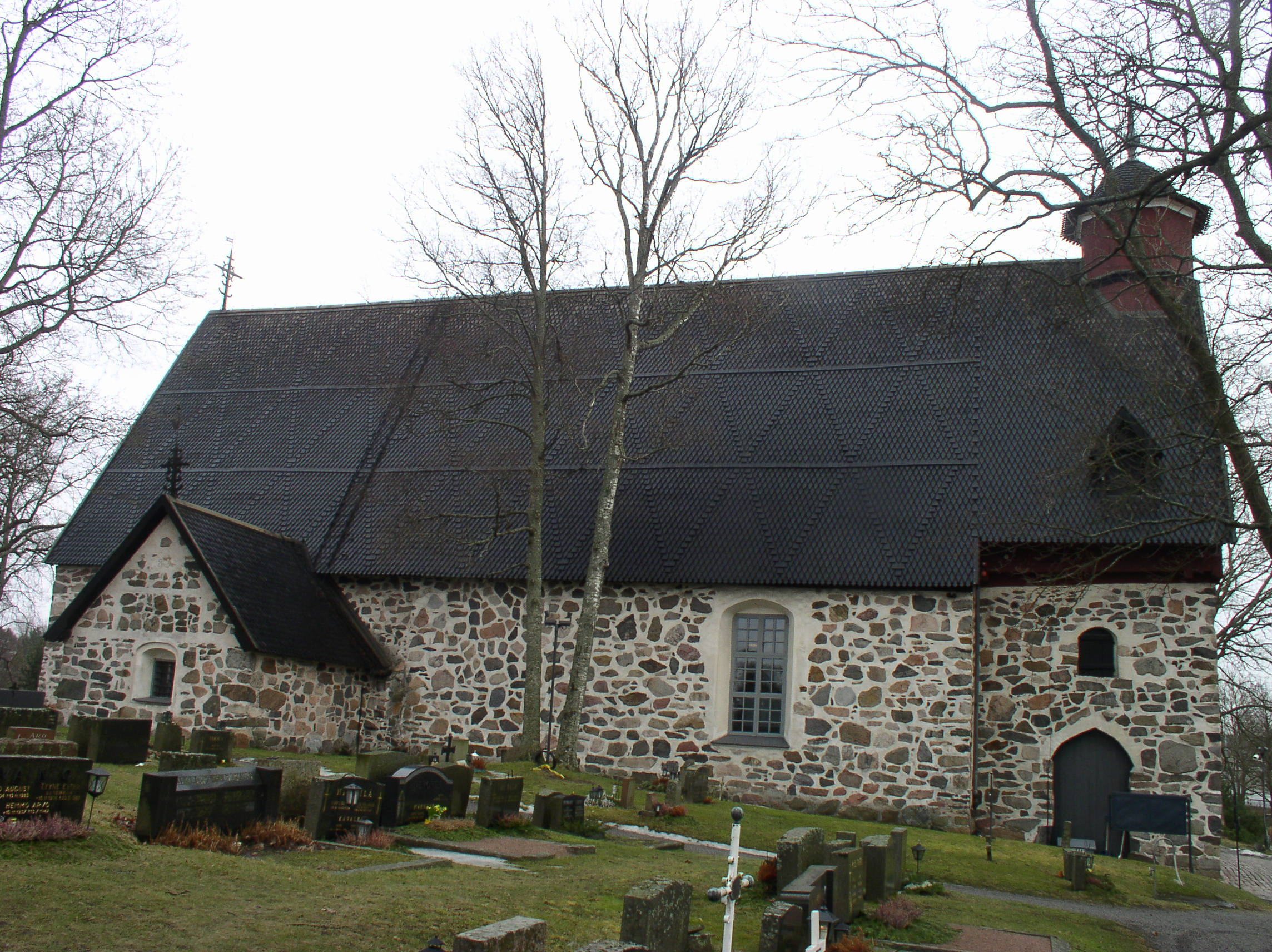
Kirche von Raisio

Die Darstellung bezieht sich auf den heiligen Martin von Tours, der nach einer Legende seinen Mantel mit dem Schwert zertrennt hatte, um ihn mit einem frierenden Bettler am Wegesrand zu teilen. Er ist der Patron der Kirche von Raisio.

## Wirtschaft
Raisio ist eine Industriestadt. Das größte Unternehmen ist die Raisio Group, ein Unternehmen für Nahrungsmittel und Gesundheitsprodukte.

## Städtepartnerschaft
Raisio ist eine Partnerstadt von Elmshorn in Schleswig-Holstein (Deutschland), von Sigtuna in Schweden und Csongrád in Ungarn.

## Söhne und Töchter der Stadt
- Nils-Eric Fougstedt (1910–1961), Dirigent und Komponist
- Heikki Haavisto (1935–2022), Wirtschaftsmanager und Politiker
- Aki-Petteri Berg (* 1977), Eishockeyspieler
- Marco Tuokko (* 1979), Eishockeyspieler
- Tomi Rumpunen (* 1987), Volleyballspieler
- Silja Kosonen (* 2002), Hammerwerferin